# Бурдаков, Викторин Яковлевич
Виктори́н Я́ковлевич Бурдаков (1861, с. Нижне-Туринский Завод, Верхотурский уезд, Пермская губерния — 1941, Москва) — российский и советский предприниматель, золотопромышленник и меценат. Личный почётный гражданин, член Уральского общества любителей естествознания.

## Биография
Родился в 1861 году в селении Нижне-Туринского завода в семье верхотурского купца второй гильдии Якова Николаевича Бурдакова и его жены, Марии Осиповны. Яков Николаевич торговал тканями, а с 1860-х годов, после отмены крепостного права, в партнёрстве с отставным штабс-капитаном И. М. Гендриковым начал заниматься добычей золота и платины в казённых заводских дачах Гороблагодатского округа. В 1873—1874 годах исовские прииски партнёров перешли в собственность Якова Николаевича.
Несмотря на бюрократические препоны, Бурдаковы быстро открывали и осваивали новые прииски на Урале. В 1880 году семья владела 7 приисками, в 1881 году — 10, в 1882 году — 14, в 1885 году — 18 приисками. В этот период некоторые земельные отводы выписывались уже на старших сыновей Якова Николаевича — Викторина (Виктора) и Александра. Названия многим приискам давались по именам домочадцев — Мариинский прииск (1870), Алексее-Ольгинский (1877), Капитоновский (1882) — или по значимым семейным событиям. Так, в 1880 году был открыт Семейный прииск, названный в честь женитьбы Викторина Яковлевича на Елизавете Александровне Костаревой.
В 1890-х годах Викторин Яковлевич расширял владения, став совладельцем нескольких компаний. В 1891 году он стал пайщиком и одновременно распорядителем в платинопромышленной компании В. К. Покровского и Эрнста Фергеля, в состав которой к 1894 году входили 15 приисков. В 1892 году он вступил в партнёрство на равных паях с В. Н. Шаравьевым, объединившее 8 приисков. В 1893 году было создано семейное паевое товарищество «Я. Н. Бурдаков и сыновья», 2 пая в котором принадлежали Якову Николаевичу, по одному паю — его сыновьям Викторину (ставшему распорядителем товарищества), Капитону и Александру. Это товарищество владело 26 приисками, а также управляло 5 арендованными.
В ноябре 1892 года на имя Бурдакова был оформлен земельный отвод на реке Большой Гусевой в даче Нижнетуринского завода под прииск Валериановский. Приисковый посёлок, названный в честь племянника (сына сестры Руфины) Викторина Яковлевича Валериана, впоследствии дал начало будущему посёлку Валериановск.
В 1896 году Викторин Яковлевич и И. М. Гендриков, будучи членами Уральского общества любителей естествознания, опубликовали книгу под названием «Описание платинопромышленного дела Я. Н. Бурдакова с сыновьями и дела Товарищества В. Я. Бурдакова и В. Н. Шуравьева, находящихся в Гороблагодатском округе, с кратким историческим очерком платиновой промышленности в России», в которой подняли вопросы государственного регулирования платиновой промышленности. Тираж книги готовился к началу Нижегородской промышленной выставки 1896 года, где Бурдаковы выставляли образцы горных пород, самородки, альбомы планов и фотоснимков приисков и другие экспонаты. К этому времени семья владела более чем 30 золото-платиновыми приисками по Ису, Вые и Туре. В 1897 году Викторин Яковлевич с младшим братом Капитоном создали новую компанию «Братья Бурдаковы» для осуществления золотодобычи на севере Верхотурского уезда.
В 1890-х годах Бурдаков стал видной фигурой в кругах золотопромышленников России. Летом 1897 года, на первом Съезде золото-платинопромышленников Урала, проходившем в Екатеринбурге, Викторин Яковлевич был избран заместителем председателя.

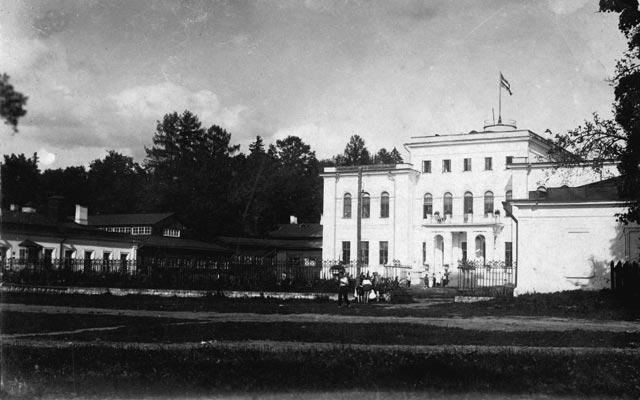
Усадьба «Богородское» в 1915 году

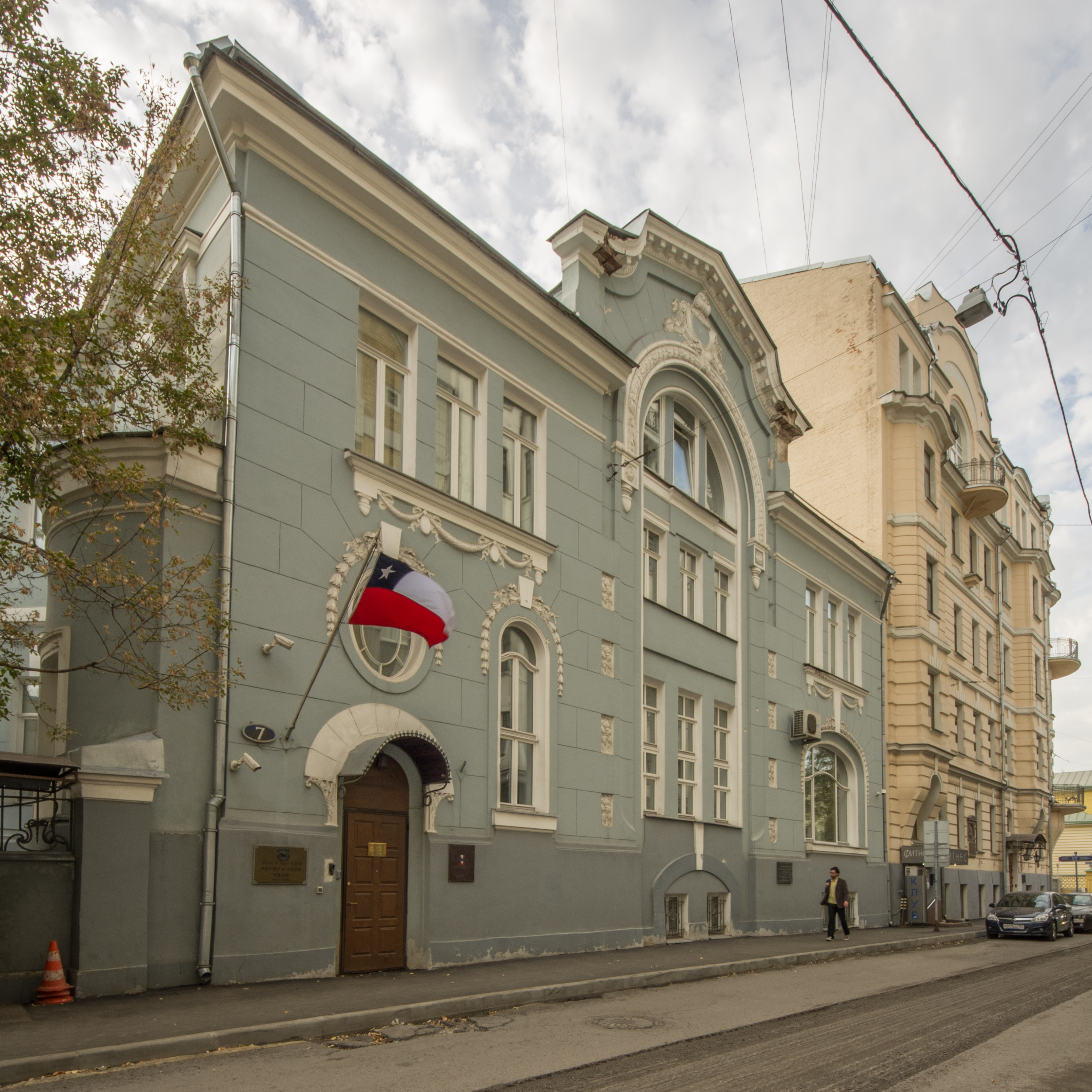
Денежный переулок, 7 (ныне Посольство Чили в России)

В 1898—1899 годах Бурдаковы вынужденно продали свои прииски «Платино-промышленной анонимной Компании», основанной в Париже в декабре 1898 года. В начале 1900-х годов Викторин Яковлевич с женой и дочерьми Екатериной (1889 г. р.), Валентиной (1893 г. р.), Марией (1896 г. р.), Александрой и сыном Сергеем (1899 г. р.) уехали из Нижней Туры в Подмосковье, где в 1899 году глава семейства приобрёл усадьбу «Богородское». Бурдаков владел усадьбой до 1912 года. В летние месяцы Бурдаковы жили в имении, а зимой в Москве, где снимали квартиру в доходном доме Перлова в Путинковском переулке. Позднее семья переехала в дом Кирикова на Страстном бульваре, а в 1914 году — во вновь построенный дом по адресу Денежный переулок, 7.
В 1907 и 1908 годах Бурдаков дважды обращался письмами в земельно-заводской отдел Кабинета Его Императорского Величества с просьбой разрешить поиск месторождений золота в Нерчинском горном округе. Оба ходатайства были удовлетворены, но после обследования местности Бурдаков отказывался от детальной разведки. В итоге Бурдаков в партнёрстве с А. И. Осиповым и М. М. Фёдоровым, возглавлявшим Российское горно-промышленное комиссионное общество, получил несколько богатых золотом участков в концессию. В сентябре 1910 года Бурдаков с партнёрами учредил Московско-Майкопское нефтепромышленное товарищество, в которое позже ввёл М. М. Фёдорова, для перепродажи прав на 128 нефтеносных участков в Кубанской области. Позднее, в 1914 году Бурдаков состоял в совете директоров нефтепромышленного общества «Чаркен», осуществлявшего добычу нефти в районе острова Челекен.
В 1910-х годах Бурдаков сместил акцент своей концессионной и предпринимательсой деятельности на восток. Понимая перспективы развития угольной и металлургической промышленности на Алтае и в северо-востоке Казахстана, он в июне 1910 года с партнёрами выкупил обанкротившееся «Воскресенское акционерное горнопромышленное общество» по разработке Экибастузского угольного месторождения, а также сосредоточил усилия на покупке земли и рудников в Семипалатинском уезде. В 1912 году он стал единственным владельцем рудников и заключил контракт с горным инженером И. М. Субботиным на проведение разведки местности и эксплуатации месторождений. Также Субботин обязывался создать акционерное общество для управления рудниками и выплачивать Бурдакову арендную плату и комиссию с продаж свинца и серебра. В этот же период Бурдаков при поддержке М. М. Фёдорова скупал угольные копи и рудники в районе Экибастуза. В 1912—1913 годах несколькими договорами Бурдаков переуступил Российскому горно-промышленному обществу доли от 6 до 16 % в капитале экибастузских копей и рудников, а также права на их продажу и проведение геологоразведки в регионе.
В 1916 году Викторин Яковлевич совместно с братом Капитоном предприняли попытку сдать в аренду уральские золотоплатиновые прииски, но документальных подтверждений сделки не найдено.
После революционных событий жил с семьёй в Москве. Скончался там же в 1941 году. Похоронен на Ваганьковском кладбище.

#### Семья
Жена — Елизавета Александровна Бурдакова (урождённая Костарева; 1866—1938), дочь пермского коллежского секретаря. Похоронена на 2-м участке Новодевичьего кладбища. Там же похоронена её мать — Александра Егоровна Костарева (1825—1913).
Дочь — Екатерина Викториновна Бурдакова (1880—1970, в замужестве Кожевникова). Похоронена на Ваганьковском кладбище.
Дочь — Валентина Викториновна Бурдакова (1893—1965), биолог (окончила факультет естествознания Высших женских курсов им. Герье), ученица профессора Н. К. Кольцова. В первом браке — Протопопова. Во втором — замужем за Б. В. Всесвятским.
Дочь — Мария Викториновна Бурдакова (1896—1949, в замужестве Никитина), биолог, кандидат биологических наук.

## Общественная деятельность
Помимо предпринимательства Бурдаков занимался общественной деятельностью. Он состоял попечителем 2-х-классного училища и осуществлял шефство над земской школой в Нижней Туре, жертвовал средства на строительство здания женской прогимназии в Верхотурье. Также он был попечителем Николаевского исправительно-арестантского отделения, открытого в Нижней Туре в 1893 году, и директором «Верхотурского общества попечения о тюрьмах», ежегодно переизбираясь на эту должность до 1904 года. В 1900 году за свою общественную и благотворительную деятельность Бурдаков был награждён Золотой медалью «За усердие» на Станиславской ленте.
Его брат, Капитон Яковлевич Бурдаков (умер 22 июня 1918 года), в 1899 году был избран членом Нижнетуринского отделения уездного Общества попечения о народном образовании. Через год он стал председателем Общества и в течение трёх лет немало сделал для поддержки школ и училищ Нижней Туры и волости. Также он был одним из благотворителей Екатеринбургских городских начальных училищ, членом Комитета Красного креста, Почётным мировом судьёй по Екатеринбурскому уезду.

## Членство в организациях
- Действительный пожизненный член Уральского общества любителей естествознания (с 1894 года)
- Член Русского фотографического общества